# Rt Oštra
Rt Oštra är en udde i Kroatien.   Den ligger i länet Dubrovnik-Neretvas län, i den sydöstra delen av landet, 400 km sydost om huvudstaden Zagreb.
Terrängen inåt land är huvudsakligen kuperad, men den allra närmaste omgivningen är platt. Havet är nära Rt Oštra åt sydväst.